# Dol pri Šmarju
Dol pri Šmarju je naselje u slovenskoj Općini Šmarje pri Jelšahu. Dol pri Šmarju se nalazi u pokrajini Štajerskoj i statističkoj regiji Savinjskoj. 

## Stanovništvo
Prema popisu stanovništva iz 2002. godine naselje je imalo 78 stanovnika.